# Villaverde
Villaverde (cũng viết Villa Verde) là một đô thị hạng 4 ở tỉnh Nueva Vizcaya, Philippines. Theo điều tra dân số năm 2007, đô thị này có dân số 16.623 người trong 3.140 hộ.

## Barangay
Villaverde được chia thành 9 barangay.
- Bintawan Sur
- Ibung
- Cabuluan
- Nagbitin
- Ocapon
- Pieza
- Sawmill
- Poblacion (Turod)
- Bintawan Norte